# Кларк, Клодин
Клодин Кларк ((англ. Claudine Clark); род. 26 апреля 1941, Мейкон, Джорджия) — американская R&B певица, наиболее известна как исполнитель и композитор хита 1962 года «Party Lights», занявшего 5-е место в чарте Billboard Hot 100.

## Карьера
Кларк родилась в Мейконе, штат Джорджия, США, выросла в Филадельфии.
В 1958 году на звукозаписывающей компании Herald она записала своим дебютный сингл «Angel of Happiness» бек вокал для сингла исполнила вокальная группа «Spinners». Вскоре Кларк переехала в Нью-Йорк, сменила несколько звукозаписывающих компаний, среди которых были Gotham Records и Chancellor Records.
Затем у Кларк записала свой главный хит — «Party Lights», трек достиг 5-го места в чарте Billboard Hot 100. Последующие синглы певицы «Walk Me Home from the Party» и «Walkin' Through a Cemetery», потерпели неудачу с коммерческой точки зрения.
Она продолжала записываться и сочинять, в том числе под псевдонимом Joy Dawn для лейбла Swan Records, но успех своего трека 1962 года повторить не смогла.